# Cơ chế rà soát định kỳ phổ quát tại Việt Nam
Cơ chế rà soát định kỳ phổ quát còn được gọi là Kiểm điểm Định kỳ Phổ quát (tiếng Anh: Universal Periodic Review), viết tắt là UPR,  là một cơ chế của  Hội đồng Nhân quyền (HRC) Liên Hợp Quốc (UN) xuất hiện từ quá trình cải cách năm 2005 của Liên Hợp Quốc.  UPR định kỳ xem xét tình hình nhân quyền của lần lượt tất cả 193 quốc gia thành viên LHQ tại Nhóm làm việc về UPR, bao gồm 47 quốc gia thành viên của HRC và do Chủ tịch HRC chủ trì.

UPR là một cơ chế nhân quyền quốc tế được nhà nước Việt Nam coi trọng, có lẽ vì đây là một hình thức đối thoại với nhiều quốc gia nhất tại LHQ. Người phát ngôn Bộ Ngoại giao Việt Nam, bà Lê Thị Thu Hằng tuyên bố:
"Việt Nam đặc biệt coi trọng và nghiêm túc thực hiện UPR – một cơ chế thành công của Hội đồng Nhân quyền Liên hợp quốc dựa trên các nguyên tắc bình đẳng, đối thoại và hợp tác; coi đây vừa là nghĩa vụ của quốc gia thành viên Liên hợp quốc, đồng thời là cơ hội giới thiệu với cộng đồng quốc tế về những chính sách, nỗ lực và thành tựu của Việt Nam trong việc nỗ lực thúc đẩy và bảo vệ quyền con người" 
Tính đến năm 2019, Việt Nam đã tham gia đủ 3 chu kỳ UPR vào các năm 2009, 2014 và 2019. Việt Nam là một trong các quốc gia nhận được nhiều sự quan tâm nhất trong UPR, với số các quốc gia tham gia phần đối thoại tương tác rất lớn (76 quốc gia tham gia lần thứ nhất, 106 quốc gia tham gia lần thứ hai, và 121 quốc gia tham gia lần thứ ba - thông thường một phiên UPR thường có dưới 100 quốc gia tham gia đối thoại).
Toàn bộ các văn bản liên quan đến UPR của Việt Nam trong 3 chu kỳ, bao gồm báo cáo của ba bên (Nhà nước, LHQ, và các bên liên quan), báo cáo của Nhóm Công tác về UPR, Kết quả UPR và Nghị quyết của Hội đồng Nhân quyền thông qua kết quả UPR của Việt Nam, cùng với bản lưu các webcast phiên đối thoại tương tác và phiên toàn thể thảo luận và thông qua kết quả tại Hội đồng Nhân quyền được đăng công khai trên trang về Việt Nam tại trang web của OHCHR.

## UPR lần thứ nhất của Việt Nam, 5/2009
Nhà nước Việt Nam đã tham gia UPR lần thứ nhất vào tháng 5/2009. Trong lần UPR này, báo cáo của Chính phủ Việt Nam đã được chuẩn bị với sự tham gia của một số Bộ, trong đó Bộ Ngoại giao là cơ quan đầu mối soạn thảo. Báo cáo cũng đã có sự tham vấn với một số tổ chức chính trị xã hội trong nước.
Về Báo cáo của các bên liên quan, 12 tổ chức đã trình báo cáo lên Văn phòng Cao ủy Nhân quyền Liên Hợp Quốc trước phiên UPR. Trong số này không có báo cáo nào từ các tổ chức xã hội dân sự trong nước.
Trong quá trình đối thoại tại UPR lần thứ nhất, 76 phái đoàn của các nước thành viên Liên Hợp Quốc đã tham gia đối thoại với phái đoàn Việt Nam. Trong số 146 khuyến nghị các nước dành cho Việt Nam, Nhà nước Việt Nam chấp nhận 94 khuyến nghị, khước từ 46 khuyến nghị, không có quan điểm rõ ràng với 05 khuyến nghị và để ngỏ 01 khuyến nghị.

## UPR lần thứ hai của Việt Nam, 2/2014
Lần UPR thứ hai của Việt Nam diễn ra vào tháng 2 năm 2014. Việc đóng góp thông tin cho kỳ UPR thứ hai diễn ra rộng rãi hơn so với kỳ thứ nhất. Báo cáo quốc gia đã được chính phủ tham vấn mở với các tổ chức chính trị xã hội và một số tổ chức phi chính phủ và mạng lưới. Về báo cáo của các bên liên quan, OHCHR công bố 59 báo cáo được coi là hợp lệ, trong đó 12 báo cáo chung của từ hai tổ chức trở lên. Trong số này có 17 báo cáo đơn (báo cáo của một tổ chức) và một báo cáo chung được gửi từ các tổ chức và mạng lưới đóng tại Việt Nam.
Tại phiên UPR lần thứ hai, phái đoàn Việt Nam do ông Hà Kim Ngọc, Thứ trưởng Bộ Ngoại giao dẫn đầu, gồm 22 đại diện từ 11 cơ quan chính phủ. 106 quốc gia đã tham gia đối thoại với Việt Nam trong kỳ UPR thứ hai và đưa ra 227 khuyến nghị. Trong số khuyến nghị này, Việt Nam chấp thuận 182 khuyến nghị. Một thực hành được phát triển trong kỳ UPR thứ hai là các quốc gia sẽ lựa chọn ủng hộ và chấp thuận hoặc "ghi nhận" chứ không "khước từ" trực diện các khuyến nghị. Với Việt Nam, các khuyến nghị vẫn được chia thành hai nhóm, được chấp thuận và không được chấp thuận.Trong phiên họp thứ 18 ngày 07 tháng 2 năm 2014, Nhóm công tác về UPR đã thông qua báo cáo về Việt Nam. Vào tháng 6/2014, kết quả UPR kỳ thứ hai của Việt Nam đã được thông qua tại kỳ họp thứ 26 của Hội đồng Nhân quyền.

## UPR lần thứ ba của Việt Nam (01/2019)
Phiên UPR thứ ba của Việt Nam diễn ra vào tháng 1/2019, với 121 quốc gia tham gia gửi trước 77 câu hỏi và đưa ra 291 khuyến nghị. Đã có 77 báo cáo của các bên liên quan được gửi tới cho Phiên kiểm điểm này, gồm 57 báo cáo đơn và 20 báo cáo chung, trong đó có 25/57 báo cáo đơn và 8/20 báo cáo chung đến từ các tổ chức và liên minh trong nước.
Trong phiên đối thoại tương tác của Nhóm Công tác về UPR với Việt Nam ngày 22/1 tại Hội đồng Nhân quyền, đoàn Việt Nam do Thứ trưởng Bộ Ngoại giao Lê Hoài Trung dẫn đầu với sự tham gia của 11 bộ, ngành liên quan đã đối thoại 122 nước thành viên Liên hợp quốc về việc thúc đẩy quyền con người tại Việt Nam. Tại phiên toàn thể của Hội đồng Nhân quyền vào tháng 7/2019, Việt Nam đã tuyên bố chấp nhận 241 khuyến nghị, trong đó chấp nhận hoàn toàn 220 khuyến nghị và chấp nhận một phần 21 khuyến nghị.
OHCHR và Cao ủy Nhân quyền LHQ khuyến khích Việt Nam thành lập một cơ chế điều phối quốc gia để thực thi các khuyến nghị UPR, và hợp tác chặt chẽ với các tổ chức xã hội dân sự cũng như các cơ quan LHQ trong quá trình thực hiện và báo cáo.

### Quyết định 1975/2019 của Thủ tướng Chính phủ về thực hiện các khuyến nghị UPR được Việt Nam chấp thuận
Ngày 31/12/2019, Thủ tướng Chính phủ đã ra Quyết định số 1975 phê duyệt Kế hoạch tổng thể triển khai thực hiện các khuyến nghị Việt Nam chấp thuận theo Cơ chế rà soát định kỳ phổ quát về quyền con người chu kỳ III của Hội đồng nhân quyền Liên hợp quốc. Quyết định này thông báo mục đích của Kế hoạch tổng thể như sau:
"- Đẩy mạnh việc thực hiện chủ trương, chính sách của Đảng, Nhà nước trên lĩnh vực quyền con người;
- Thể hiện sự nghiêm túc và trách nhiệm của Việt Nam trong việc thực hiện các khuyến nghị UPR đã chấp thuận nói riêng và các cam kết quốc tế của Việt Nam về quyền con người; nâng cao nhận thức của các cấp, các ngành và nhân dân về ý nghĩa, tầm quan trọng của giá trị quyền con người trong thời đại ngày nay;
- Bảo đảm phân công trách nhiệm và phối hợp hiệu quả giữa các cơ quan liên quan trong quá trình triển khai các khuyến nghị UPR mà ta chấp thuận; tạo khung tổng thể, phối hợp hài hòa các kế hoạch riêng của các cơ quan về thực hiện các khuyến nghị UPR trong lĩnh vực mình phụ trách;
- Hỗ trợ quá trình điều phối, theo dõi, báo cáo việc thực hiện các khuyến nghị UPR, bảo đảm việc thực hiện đạt kết quả tốt và đúng tiến độ, phục vụ công tác báo cáo giữa kỳ và tiến trình rà soát chu kỳ IV tại Hội đồng Nhân quyền Liên hợp quốc;
- Thúc đẩy đối thoại, hợp tác quốc tế và tuyên truyền đối ngoại về quyền con người, tranh thủ sự hỗ trợ của cộng đồng quốc tế trong tiến trình thực hiện các khuyến nghị UPR."
Trong Quyết định này, Thủ tướng Chính phủ đặt ra 06 nhiệm vụ và giải pháp chủ yếu để thực hiện Kế hoạch gồm: Hoàn thiện pháp luật, thể chế về quyền con người; chính sách về bảo đảm các quyền kinh tế, xã hội, văn hóa; chính sách bảo đảm các quyền dân sự, chính trị, quyền của các nhóm dễ bị tổn thương; tăng cường giáo dục và nâng cao nhận thức về quyền con người; thực hiện các cam kết quốc tế về quyền con người và tăng cường hợp tác quốc tế trong lĩnh vực này. Đồng thời yêu cầu các bộ, ngành chủ động thực hiện các khuyến nghị, trong đó có thể thông qua việc xây dựng kế hoạch, chương trình để triển khai thực hiện các khuyến nghị trong phạm vi chức năng, nhiệm vụ của mình và thông báo cho Bộ Ngoại giao sau 02 năm để tiến hành báo cáo giữa kỳ.
Quyết định 1975 nêu cụ thể từng khuyến nghị trong số 241 khuyến nghị được Việt Nam chấp thuận của kỳ UPR thứ ba, và trách nhiệm thực hiện của cơ quan đầu mối cấp Bộ cũng như các cơ quan có nhiệm vụ hỗ trợ thực hiện.

## UPR lần thứ tư của Việt Nam (tháng 4–5/2024)
Chu kỳ UPR thứ 4 được Hội đồng Nhân quyền ấn định sẽ bắt đầu vào năm 2022, dự kiến phiên rà soát của Việt Nam sẽ diễn ra vào tháng 4–5/2024. Theo lịch này, hạn nộp báo cáo của các bên liên quan là khoảng tháng 10/2023, và báo cáo của Nhà nước có hạn nộp vào khoảng tháng 01/2024.

## Đánh giá giữa kỳ tự nguyện
Đánh giá giữa kỳ là một bước tự nguyện được một số quốc gia thực hiện tại Hội đồng Nhân quyền. Đến tháng 6/2021, theo thông báo của OHCHR, có 78 quốc gia đã nộp báo cáo giữa kỳ (tính gộp cả các kỳ 1, 2, và 3).  Bên cạnh báo cáo của nhà nước, các cơ quan nhân quyền quốc gia và các bên liên quan (bao gồm các NGO, các tổ chức xã hội dân sự) cũng có thể nộp báo cáo giữa kỳ tự nguyện. Các báo cáo giữa kỳ cũng được đăng công khai trên trang web của OHCHR.
Ngày 14/7/2021, tại một hội thảo do UNDP và Bộ Ngoại giao Việt Nam tổ chức, ông Đặng Hoàng Giang, thứ trưởng Bộ Ngoại giao cho biết, Việt Nam sẽ nộp báo cáo giữa kỳ tự nguyện cho kỳ UPR thứ 3.

## Nội dung chính các khuyến nghị UPR của Việt Nam.
Các vấn đề Việt Nam nhận được nhiều khuyến nghị nhất bao gồm:
- Tăng cường hợp tác với các cơ chế nhân quyền của LHQ (bao gồm tham gia các Công ước Nhân quyền mà Việt Nam chưa phải là thành viên (tiêu biểu là Công ước về bảo vệ tất cả mọi người khỏi mất tích cưỡng bức, Công ước về bảo vệ Quyền của lao động di trú và thành viên gia đình họ, các Công ước ILO mà Việt Nam chưa tham gia (số 105, 98, và 87), các nghị định thư tùy chọn kèm theo các công ước nhân quyền - trong đó đặc biệt là các nghị định thư quy định về cơ chế khiếu nại cá nhân), và tăng cường hợp tác với các Thủ tục đặc biệt của Hội đồng Nhân quyền;
- Thu hẹp, tiến tới bãi bỏ hình phạt tử hình (bãi bỏ hình phạt tử hình, đình chỉ việc thi hành án tử hình, thu hẹp phạm vi áp dụng án tử hình, công bố thông tin về việc áp dụng hình phạt tử hình ở Việt Nam);
- Giảm nghèo, xóa bất bình đẳng, thực hiện các Mục tiêu Phát triển bền vững (MDGs, sau này là SDGs), phát triển nông thôn, tăng cường tiếp cận dịch vụ công.
- Tăng cường tiếp cận thông tin, tự do thông tin và tự do biểu đạt (bao gồm chấp nhận báo chí tư nhân, mở rộng tự do biểu đạt, bảo vệ tự do internet).
- Bảo vệ và hỗ trợ các nhóm yếu thế: phụ nữ, trẻ em, người dân tộc thiểu số
- Tôn trọng và bảo vệ tự do tôn giáo và tín ngưỡng
- Thực thi Giáo dục nhân quyền, phổ biến rộng rãi thông tin về các chuẩn mực nhân quyền quốc tế và khuyến nghị của các cơ chế nhân quyền quốc tế dành cho Việt Nam, bao gồm các khuyến nghị trong UPR.
- Thiết lập các thiết chế quốc gia về bảo vệ và giám sát nhân quyền, bao gồm Cơ quan Nhân quyền Quốc gia, Cơ quan giám sát quyền trẻ em độc lập.

## Các khuyến nghị không được chấp thuận
Trong ba kỳ UPR, Việt Nam đã từ chối hoặc không phản hồi với 148 khuyến nghị trong tổng số 664 khuyến nghị nhận được. Ngoài ra có 21 khuyến nghị trong kỳ UPR thứ ba chỉ được chấp nhận một phần.
Các khuyến nghị bị từ chối bao gồm các vấn đề sau:
- Tham gia các cơ chế khiếu nại nhân quyền của Liên Hợp Quốc (thông qua việc phê chuẩn các nghị định thư hoặc điều khoản công ước quy định về công nhận thẩm quyền của các cơ quan điều ước trong việc tiếp nhận khiếu nại từ cá nhân và tổ chức thay mặt cá nhân).
- Tham gia các cơ chế như tòa án hình sự quốc tế.
- Mời ngỏ các Thủ tục Đặc biệt của Hội đồng Nhân quyền (đồng ý để các chuyên gia thuộc các Thủ tục này thể vào thăm Việt Nam bất kỳ thời điểm nào), hoặc mời các Thủ tục đặc biệt có chức năng về các quyền dân sự và chính trị (như Nhóm làm việc của LHQ về giam giữ tùy tiện, các Báo cáo viên đặc biệt về quyền tự do biểu đạt, hội họp và hiệp hội, về tình trạng của người bảo vệ nhân quyền, vv..).
- Bãi bỏ hình phạt tử hình/đình chỉ thi hành án tử hình/công bố thông tin về việc áp dụng hình phạt tử hình
- Sửa đổi các quy định pháp lý kìm hãm tự do biểu đạt như Điều 117 và 331 BLHS, Luật An ninh mạng, các nghị định hướng dẫn về thông tin và truyền thông, Luật Xuất bản, Luật Báo chí. Cho phép lập nhà xuất bản tư nhân và báo chí tư nhân, cơ quan truyền thông độc lập.
- Trả tự do cho một số cá nhân.
- Thành lập các cơ quan giám sát và thiết chế nhân quyền quốc gia độc lập (Cơ quan nhân quyền quốc gia, cơ quan giám sát quyền trẻ em) theo Nguyên tắc Paris.
- Bảo vệ người bảo vệ nhân quyền.
- Chấm dứt việc sách nhiễu các nhóm thiểu số, các dân tộc bản địa, các nhóm tôn giáo.
- Cho phép đa đảng và bầu cử tự do

Giải thích về các khuyến nghị không được chấp thuận, phái đoàn Việt Nam tham gia UPR tại Geneva cho biết, các khuyến nghị này "dùng những thuật ngữ không phản ánh sự đồng thuận của các quốc gia thành viên Liên Hợp Quốc, hoặc có hàm ý đánh giá không chính xác hoặc xa lạ với thực tế ở Việt Nam, hoặc không phù hợp với quyền tự quyết như được quy định trong Công ước quốc tế về các quyền dân sự và chính trị, theo tinh thần đó nhân dân Việt Nam tự do quyết định thể chế chính trị của mình."